# Misythus staeli
Misythus staeli är en insektsart som beskrevs av Morgan Hebard 1923. Misythus staeli ingår i släktet Misythus och familjen torngräshoppor. Inga underarter finns listade i Catalogue of Life.